# محمد حبيب سيناصر
محمد حبيب سيناصر (15 أبريل 1939 وجدة - 2 نونبر 2000 الدار البيضاء)، سياسي مغربي في حزب الاتحاد الاشتراكي للقوات الشعبية.

## مسيرته
ولد سيناصر بمدينة وجدة. هو شقيق الكاتب والسياسي محمد علال سيناصر، ومحمد عبد السلام سيناصر قائد القوات المسلحة الملكية المغربية.
شغل العديد من المناصب الوطنية، وكان نائبًا لرئيس مجلس النواب عدة مرات. قام بمهام مختلفة في الأمم المتحدة ومنظمة الوحدة الأفريقية في سياق قضية الصحراء الغربية.

### على المستوى السياسي
انتخب نائبا:
- عن فريق المعارضة الإتحادية في الولاية التشريعية الثالثة (1977-1983).[3]
- عن الفريق الإشتراكي في الولاية التشريعية الرابعة (1984-1992).[4]

## وفاته
توفي سيناصر في عام 2000، وفي عام 2009 تم تسمية شارع باسمه في الدار البيضاء. واعتُبر الحدث تكريما لسيناصر وعائلته.